# Luzula leiboldii
Luzula leiboldii är en tågväxtart som beskrevs av Franz Georg Philipp Buchenau. Luzula leiboldii ingår i Frylesläktet som ingår i familjen tågväxter. Inga underarter finns listade i Catalogue of Life.